# 이탈리아의 행정 구역
다음은 이탈리아의 행정 구역에 관한 서술이다.

## 주
한국의 도에 가깝다.

## 광역시 및 도
한국의 도와 시의 중간 정도 규모의 행정 구역이다. 여러개의 시가 모여있다고 생각하면 된다.

## 코무네
한국의 시 또는 군에 해당한다고 보면 된다.